# Alex Frost
Alexander Richard Frost (17 de fevereiro de 1987) é um ator de Portland, Oregon.
Sua principal atuação foi em 2003 no filme de Gus Van Sant, Elephant, baseado na história do massacre ocorrido no Columbine High School, por esta atuação ganhou o prêmio Palma de Ouro de 2003. Mora em Los Angeles, Califórnia. Seus pais são Debbie e Jake, e tem um irmão chamado Chris.

## Filmografia
- Misconduct (2016)
- The Wheeler Boys (2010) como Truck
- Calvin Marshall (2009) como Calvin Marshall
- The Vicious Kind (2009) como Peter Sinclaire
- Drillbit Taylor (2008) como Terry Filkins
- Stop-Loss (2008) como Shorty Shriver
- The Standard (2006) como Dylan
- Navy NCIS: Naval Criminal Investigative Service como Jerry
- Queen of Cactus Cove (2005) como Achak
- The Lost (2005) como Tim Bess
- Elephant (2003) como Alex